# Scipione Gonzaga (1595-1670)
Scipione Gonzaga (San Martino dall'Argine, 18 febbraio 1595 – San Martino dall'Argine, 12 maggio 1670) è stato un condottiero e diplomatico italiano.

## Biografia
Era figlio primogenito di Ferrante Gonzaga marchese di Gazzuolo e di Isabella Gonzaga di Novellara.
Alla morte del padre, avvenuta nel 1605, ereditò la signoria di San Martino e nel 1609 divenne principe di Bozzolo, succedendo allo zio Giulio Cesare, riunendo anche i titoli di marchese di Ostiano, conte di Pomponesco e signore di Commessaggio, marchese di Gazzuolo. Essendo ancora tredicenne visse sotto la tutela della madre Isabella e dello zio Francesco Gonzaga, vescovo di Mantova
Nel 1611 si trasferì a Bozzolo dove assunse nel 1615 il governo del feudo e dove fece edificare le mura di difesa.
Nel 1617 la madre vedova Isabella sposò segretamente a San Martino il duca di Mantova Vincenzo II Gonzaga, di vent'anni più giovane, che di lei si invaghì. Nel 1627 scoppiò una lite tra famigliari (poiché il patrigno volle far processare per stregoneria la madre di Scipione) e Scipione si inimicò il duca di Mantova difendendo la madre Isabella che, assolta dall'infamante accusa, si ritirò in convento, ma il rancore proseguì anche col successore, Carlo I di Gonzaga-Nevers per la differente alleanza (filofrancese) del nuovo Duca.
Scipione ottenne dall'imperatore, nel 1637, il titolo di duca di Sabbioneta senza possesso del feudo, che toccò ad Anna Carafa della Stadera, dopo la morte della duchessa Isabella Gonzaga, figlia di Vespasiano.
Morì a San Martino nel 1670.

## Discendenza
Scipione sposò il 1º gennaio 1640 la (già due volte vedova) nobile romana Maria Anna Mattei (?-24 aprile 1658), figlia del marchese Asdrubale Mattei e di Costanza Gonzaga di Novellara, da cui ebbe tre figli:
- Ferdinando Filippo (1643-1672), terzo Principe di Bozzolo e secondo Duca titolare di Sabbioneta;
- Carlo (12 febbraio 1645-15 febbraio 1665[5]), principe di San Martino;
- Gianfrancesco (1646-1703), quarto Principe di Bozzolo e terzo Duca titolare di Sabbioneta.

Scipione ebbe anche un figlio naturale, Ferrante (1624-?), condottiero al servizio dell'imperatore.

## Ascendenza
|                                                               |                                                                   |                                                                | Genitori                                     |  |  | Nonni |  |  | Bisnonni                                                    |  |  | Trisnonni                                           |  |
|                                                               |                                                                   |                                                                |                                              |  |  |       |  |  | Pirro Gonzaga, signore di Bozzolo e San Martino dall'Argine |  |  | Gianfrancesco Gonzaga, conte di Sabbioneta e Rodigo |  |
|                                                               |                                                                   |                                                                |                                              |  |  |       |  |  | Pirro Gonzaga, signore di Bozzolo e San Martino dall'Argine |  |  | Gianfrancesco Gonzaga, conte di Sabbioneta e Rodigo |  |
|                                                               |                                                                   | Antonia del Balzo                                              |                                              |  |  |       |  |  | Pirro Gonzaga, signore di Bozzolo e San Martino dall'Argine |  |  |                                                     |  |
| Carlo Gonzaga, signore di San Martino dall'Argine             |                                                                   |                                                                |                                              |  |  |       |  |  | Pirro Gonzaga, signore di Bozzolo e San Martino dall'Argine |  |  |                                                     |  |
|                                                               |                                                                   | Camilla Bentivoglio                                            | Annibale II Bentivoglio, signore di Bologna  |  |  |       |  |  |                                                             |  |  |                                                     |  |
|                                                               |                                                                   | Camilla Bentivoglio                                            | Annibale II Bentivoglio, signore di Bologna  |  |  |       |  |  |                                                             |  |  |                                                     |  |
|                                                               |                                                                   | Camilla Bentivoglio                                            | Lucrezia d'Este                              |  |  |       |  |  |                                                             |  |  |                                                     |  |
| Ferrante Gonzaga, marchese di Gazzuolo                        |                                                                   | Camilla Bentivoglio                                            |                                              |  |  |       |  |  |                                                             |  |  |                                                     |  |
|                                                               |                                                                   | Federico II Gonzaga, duca di Mantova e marchese del Monferrato | Francesco II Gonzaga, marchese di Mantova    |  |  |       |  |  |                                                             |  |  |                                                     |  |
|                                                               |                                                                   | Federico II Gonzaga, duca di Mantova e marchese del Monferrato | Francesco II Gonzaga, marchese di Mantova    |  |  |       |  |  |                                                             |  |  |                                                     |  |
|                                                               |                                                                   | Federico II Gonzaga, duca di Mantova e marchese del Monferrato | Isabella d'Este                              |  |  |       |  |  |                                                             |  |  |                                                     |  |
| Emilia Cauzzi Gonzaga                                         |                                                                   | Federico II Gonzaga, duca di Mantova e marchese del Monferrato |                                              |  |  |       |  |  |                                                             |  |  |                                                     |  |
|                                                               |                                                                   | Isabella Boschetti                                             | Giacomo Boschetti, conte di San Cesario      |  |  |       |  |  |                                                             |  |  |                                                     |  |
|                                                               |                                                                   | Isabella Boschetti                                             | Giacomo Boschetti, conte di San Cesario      |  |  |       |  |  |                                                             |  |  |                                                     |  |
|                                                               |                                                                   | Isabella Boschetti                                             | Polissena Castiglioni                        |  |  |       |  |  |                                                             |  |  |                                                     |  |
| Scipione Gonzaga, II principe di Bozzolo                      |                                                                   | Isabella Boschetti                                             |                                              |  |  |       |  |  |                                                             |  |  |                                                     |  |
|                                                               | Alessandro I Gonzaga, II conte di Novellara, Bagnolo e Cortenuova | Giampietro Gonzaga, I conte di Novellara, Bagnolo e Cortenuova |                                              |  |  |       |  |  |                                                             |  |  |                                                     |  |
|                                                               | Alessandro I Gonzaga, II conte di Novellara, Bagnolo e Cortenuova | Giampietro Gonzaga, I conte di Novellara, Bagnolo e Cortenuova |                                              |  |  |       |  |  |                                                             |  |  |                                                     |  |
|                                                               | Alessandro I Gonzaga, II conte di Novellara, Bagnolo e Cortenuova | Caterina Torelli                                               |                                              |  |  |       |  |  |                                                             |  |  |                                                     |  |
| Alfonso I Gonzaga, V conte di Novellara, Bagnolo e Cortenuova | Alessandro I Gonzaga, II conte di Novellara, Bagnolo e Cortenuova |                                                                |                                              |  |  |       |  |  |                                                             |  |  |                                                     |  |
|                                                               |                                                                   | Costanza da Correggio                                          | Giberto VII da Correggio, conte di Correggio |  |  |       |  |  |                                                             |  |  |                                                     |  |
|                                                               |                                                                   | Costanza da Correggio                                          | Giberto VII da Correggio, conte di Correggio |  |  |       |  |  |                                                             |  |  |                                                     |  |
|                                                               |                                                                   | Costanza da Correggio                                          | Violante Pico della Mirandola                |  |  |       |  |  |                                                             |  |  |                                                     |  |
| Isabella Gonzaga di Novellara                                 |                                                                   | Costanza da Correggio                                          |                                              |  |  |       |  |  |                                                             |  |  |                                                     |  |
|                                                               |                                                                   | Giovanni Tommaso di Capua, I marchese della Torre Francolise   | Annibale di Capua, signore di Montagnano     |  |  |       |  |  |                                                             |  |  |                                                     |  |
|                                                               |                                                                   | Giovanni Tommaso di Capua, I marchese della Torre Francolise   | Annibale di Capua, signore di Montagnano     |  |  |       |  |  |                                                             |  |  |                                                     |  |
|                                                               |                                                                   | Giovanni Tommaso di Capua, I marchese della Torre Francolise   | Lucrezia Acrimonte, signora di Rocca Romana  |  |  |       |  |  |                                                             |  |  |                                                     |  |
| Vittoria di Capua                                             |                                                                   | Giovanni Tommaso di Capua, I marchese della Torre Francolise   |                                              |  |  |       |  |  |                                                             |  |  |                                                     |  |
|                                                               |                                                                   | Faustina Colonna                                               | Camillo Colonna, I duca di Zagarolo          |  |  |       |  |  |                                                             |  |  |                                                     |  |
|                                                               |                                                                   | Faustina Colonna                                               | Camillo Colonna, I duca di Zagarolo          |  |  |       |  |  |                                                             |  |  |                                                     |  |
|                                                               |                                                                   | Faustina Colonna                                               | Vittoria Colonna                             |  |  |       |  |  |                                                             |  |  |                                                     |  |
|                                                               |                                                                   | Faustina Colonna                                               |                                              |  |  |       |  |  |                                                             |  |  |                                                     |  |